# Selcis
En la mitologia egípcia, Selcis (del grec antic Σέλκις Selkis) o Serqet (en egipcià srqt «aquella que fa que la gola respiri») era una deessa dels escorpins, patró dels faraons, de les ànimes mortes i dels pots canòpics. Protegia la gent de les mossegades i fiblades verinoses dels animals, incloent-hi les serps i els escorpins. També guaria a les persones de les ferides enverinades.
Serket es coneix també com "aquella que respira" per la manera com els escorpins d'aigua semblen respirar sota l'aigua. L'aparició d'un escorpí d'aigua ha d'haver fet que estigui associat amb l'escorpí, per tant, l'ús de la deessa per curar picades d'escorpí i altres criatures verinoses.
Serqet també fou un rei del Baix Egipte des d'aproximadament 3150 fins al 3125 aC.